# João Maurício Wanderley
João Maurício Wanderley, o Barão de Cotegipe (São Francisco de Chagas da Barra do Rio Grande, 23 de outubro de 1815 – Rio de Janeiro, 13 de fevereiro de 1889), também escrito como Vanderlei, foi um nobre, magistrado, político brasileiro, membro do Partido Conservador. Um dos principais políticos conservadores do Segundo reinado, foi presidente do Conselho de Ministros de 1885 a 1888, além de Presidente do Senado Imperial, ministro das Relações Exteriores, ministro da Fazenda, ministro da Marinha, presidente do Banco do Brasil e senador pela Província da Bahia por mais de três décadas.

## Família e educação
Nasceu em 23 de outubro de 1815 na Villa da Barra, atual cidade de Barra, na época parte da Capitania de Pernambuco. Era filho de um abastado proprietário, o capitão-mor João Maurício Wanderley, e de Francisca Antonia Wanderley. Era descendente do capitão de cavalaria das tropas dos Países Baixos Kaspar von Neuhoff van der Ley, que veio para o Brasil quando houve a invasão holandesa em Pernambuco.
Wanderley foi percebido como mulato pelo antropólogo francês Arthur de Gobineau. De acordo com a historiadora Mary Del Priore, ele de fato era mestiço, assim como outros importantes membros da elite imperial.
Cotegipe realizou seus estudos primários na Bahia e, em 1833, ingressou na Faculdade de Direito de Olinda, onde bacharelou-se em 1837.
Cotegipe casou-se com Antónia Teresa de Sá Rocha Pita e Argolo, esta filha do conde de Passé e irmã do 2.° visconde de Passé.[carece de fontes?]

## Carreira
Após a graduação, Cotegipe retornou para sua província natal e ali desempenhou vários cargos públicos, como curador geral dos órfãos, juiz municipal e juiz de direito da comarca de Santo Amaro e juiz da Fazenda em Salvador. Filiado ao Partido Conservador, elegeu-se deputado provincial em 1841 e deputado geral em 1842. Em 1848, tornou-se chefe da polícia e auxiliou no combate à Revolução Praieira, que atingiu Pernambuco. No ano de 1850 foi signatário do quarto projeto de criação da província do Rio São Francisco, projeto pleiteado por seus moradores até os dias atuais. 
Em 1852, o imperador Dom Pedro II nomeou Cotegipe como presidente da província da Bahia. Permaneceu neste cargo até 1855.
Cotegipe continuou exercendo a magistratura até 1856, quando foi nomeado senador pela Bahia. No Senado, foi um dos representantes dos interesses escravagistas. Em 1855, foi empossado ministro da Marinha, função que voltaria a desempenhar em 1868.
De 1871 a 1872, Cotegipe foi enviado extraordinário e ministro plenipotenciário no Rio da Prata e Paraguai, com a tarefa de firmar o tratado de paz. Em 1875, foi designado ministros das Relações Exteriores e Ministro da Fazenda.
Entre 1885 e 1888, Cotegipe presidiu o Conselho de Ministros. Neste período, aprovou a Lei dos Sexagenários, proposta anteriormente pelo Partido Liberal, sancionada em 1885. Um firme opositor do abolicionismo, Cotegipe entrou em conflito com a princesa Isabel, favorável ao movimento. 
Como regente de seu pai, Isabel chegou à conclusão de que precisaria derrubar o gabinete Cotegipe para avançar com a causa abolicionista. Em março de 1888, a princesa solicitou a Cotegipe que demitisse o chefe da polícia da capital. Negou-se a fazê-lo, e acabou renunciando como presidente do Conselho. Foi substituído pelo senador João Alfredo, um abolicionista.
Cotegipe foi um dos cinco senadores do Império a votar contrariamente à aprovação da Lei Áurea. Pragmático, para Cotegipe a drástica ruptura com o sistema escravocrata poderia abalar a economia com questões de mão de obra e eventuais indenizações, e consequentemente o abalo do regime monárquico, vez que, desde a Lei do Ventre Livre em 1871, já se passava 17 anos sem o nascimento de nenhum cativo em solo brasileiro. Ao cumprimentar a princesa Isabel logo após a assinatura dela, profetizou: "A senhora acabou de redimir uma raça e perder o trono!". Em resposta, Isabel replicou: "Se mil tronos eu tivesse, mil tronos eu daria para a libertação dos negros".
Em 1888, Cotegipe foi nomeado presidente do Banco do Brasil. Comandou o banco até sua morte, em 13 de fevereiro de 1889, aos 73 anos de idade, no Rio de Janeiro.

### Gabinete de 20 de agosto de 1885

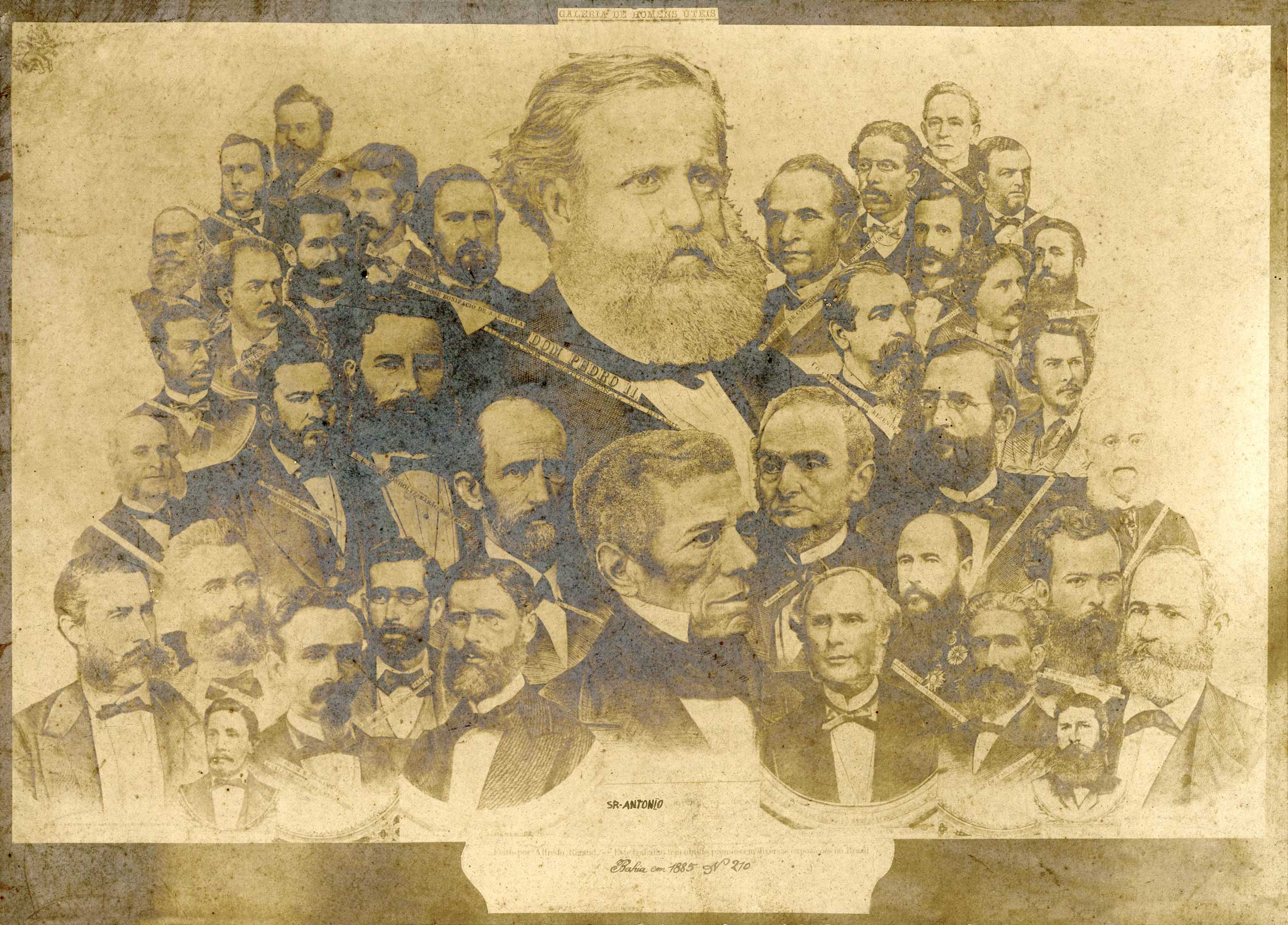
Cotegipe incluído em montagem com os principais políticos brasileiros, em 1885

Foi presidente do Conselho de ministros e simultaneamente ministro dos Estrangeiros.
- Ministro dos Negócios do Império: Ambrósio Leitão da Cunha
- Ministro da Justiça: Joaquim Delfino Ribeiro da Luz
- Ministro da Marinha: Alfredo Rodrigues Fernandes Chaves
- Ministro da Guerra: João José de Oliveira Junqueira Júnior
- Ministro da Agricultura, Comércio e Obras Públicas: Antônio da Silva Prado
- Ministro da Fazenda: Francisco Belisário Soares de Sousa

### Obras
Tornou-se sócio efetivo do Instituto Histórico e Geográfico Brasileiro em 1886. Como autor, entre as obras escritas por Cotegipe, estão:
- Revolução da Bahia de 1837 (1837);[2]
- Melhoramento do Fabrico de Açúcar (1867);[2]
- Informações sobre o estado da Lavoura (1874);[2]
- Apontamentos sobre os Limites do Brasil e a República da Argentina (1882).[2]

### Condecorações
- Ordem da Rosa;[2]
- Ordem do Cruzeiro (dignitário);[2]
- Ordem Portuguesa da Conceição de Vila Viçosa (comendador);[2]
- Grã-Cruz da Ordem Belga de Leopoldo;[2]
- Ordem de Isabel a Católica;[2]
- Ordem da Coroa da Itália.[2]